# 凱赫特納

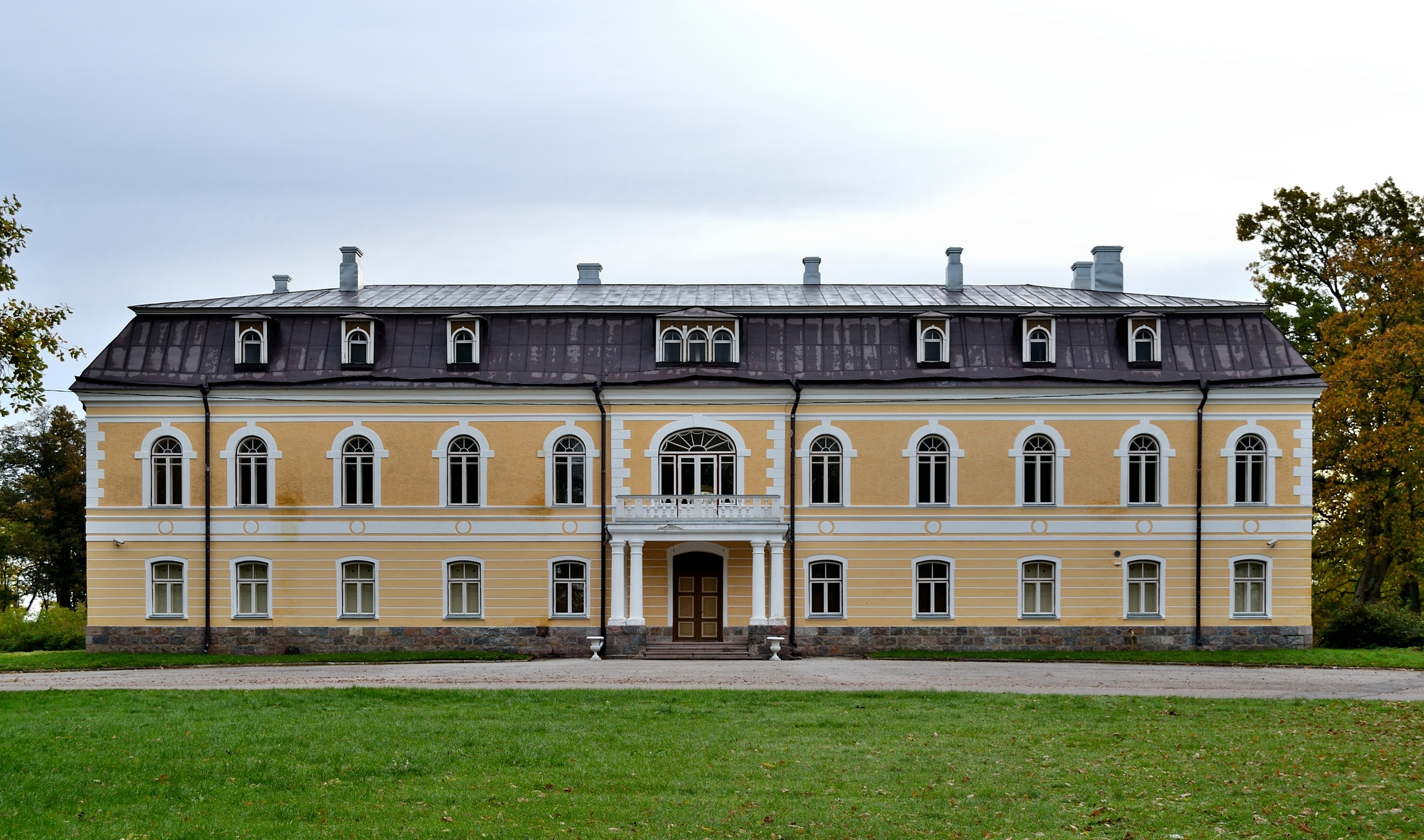
凱赫特納庄园

凱赫特納，是愛沙尼亞拉普拉縣凱赫特納市鎮内的小鎮，處於首都塔林以南60公里，海拔高度65米，2012年該小鎮人口1,579。